# 銅尾孔雀雉
銅尾孔雀雉（Polyplectron chalcurum）是印尼的一種雉。

## 特徵
銅尾孔雀雉的身形細小，只有56厘米長，呈深褐色，腳深灰色，頭部細小，尾巴有16條長窄的羽毛。尾羽呈栗褐色，末端有金屬紫色條紋。雄鳥的尾巴較長，腳上有兩距，瞳孔呈黃色；雌鳥沒有距，瞳孔呈深褐色。

## 分類及演化
銅尾孔雀雉其下有兩個亞種：
- P. c. chalcurum；
- P. c. scutulatum。

根據粒線體DNA及細胞核DNA的測試發現銅尾孔雀雉與灰孔雀雉、眼斑孔雀雉及羅氏孔雀雉是同一分支，且是於較近期從灰孔雀雉祖先中演化出來。但是由於牠們是島嶼內山區的特有種，故應是從較細小的奠基者衍生而來。雖然兩者的結果有所差異，但明顯的是牠們是由東南亞群落約於上新世晚期至更新世早期演化而來。所以牠們沒有大眼斑紋是其獨徵，而在南部的Chalcurus則並非其近親。

## 分佈及棲息地
銅尾孔雀雉是印尼的特有種，棲息在蘇門答臘西部的山區森林。

## 行為
銅尾孔雀雉是很小心及怕羞的。

## 保育
銅尾孔雀雉被世界自然保護聯盟列為無危。

## 外部連結
- BirdLife Species Factsheet （页面存档备份，存于）